# LVS-2009
LVS-2009（ロシア語: ЛВС-2009）は、かつてロシア連邦のサンクトペテルブルクに存在した輸送用機器メーカーのペテルブルク路面電車機械工場（Петербургский трамвайно-механический завод, ПТМЗ）が製造した路面電車車両。大量・高速輸送に適した3車体連接車で、71-154と言う形式番号も有している。

## 概要
ペテルブルク路面電車機械工場では、2005年以降サンクトペテルブルク市電を始めとするロシア連邦各地の都市に向けてバリアフリーに適した部分超低床電車の生産を行っていた。その中で、都心や郊外方面への大量・高速輸送に適した車両として開発されたのがLVS-2009である。
旧ソ連諸国で幅広く採用されている軌間1,524 mm（広軌）に対応した3車体連接車で、台車が存在する箇所を除いた車内全体の43 %が床上高さ360 mmの低床構造となっている。流線型の前面デザインを有する車体の外部・内部のパネルは繊維強化プラスチックを用いる事で腐食を防ぐ他、強い日差しを軽減するため側窓には色付きガラスが用いられる。両開き式のプラグドアを採用した乗降扉は、運転室付近の1箇所を除いて低床部分に配置されており、乗降の容易さに加え乗降時間の短縮が図られている。車内には暖房や換気に用いられる高出力の送風機がある他、運転室の上部には冷暖房双方に対応した空調装置が設置されている。また、車内外には監視カメラが設置されており、記録した情報は緊急時に備えて保存される。前面下部には連結器が設置されており、総括制御による連結運転も可能である。
台車（動力台車）には従来の高床式車両から車輪径を抑えた弾性車輪が用いられており、台車上部の高床部分の床上高さを従来の900 mmから750 mmに抑えている。各台車には2基の誘導電動機（出力90 kw）が搭載されており、独立した配線を有するため故障時にも他の電動機を用いての走行が可能である。制動装置は電気ブレーキが用いられ、停車時には機械式ディスクブレーキが用いられる。主要な機器は屋根上に設置されている他、運転室が存在する車体にはチェコ製のシングルアーム式パンタグラフが存在する。これらの電気機器はマイクロプロセッサによって制御・管理され、運転台に設置されたタッチパネル式のディスプレイに情報が逐一表示される。また電気配線の組み立てには、メンテナンスの簡素化や信頼性の向上を目的に「Harting」コネクタが使用されている。

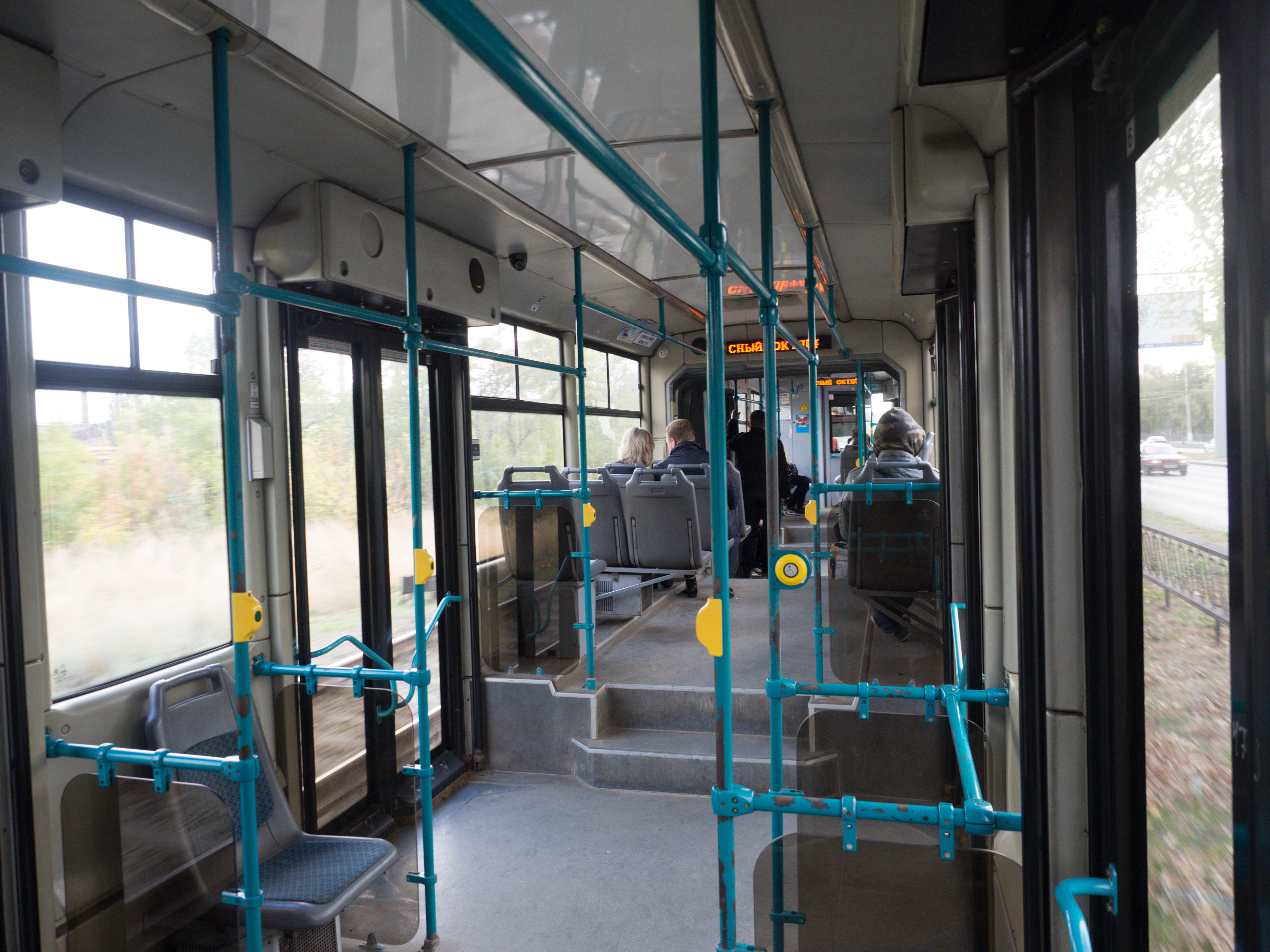
車内
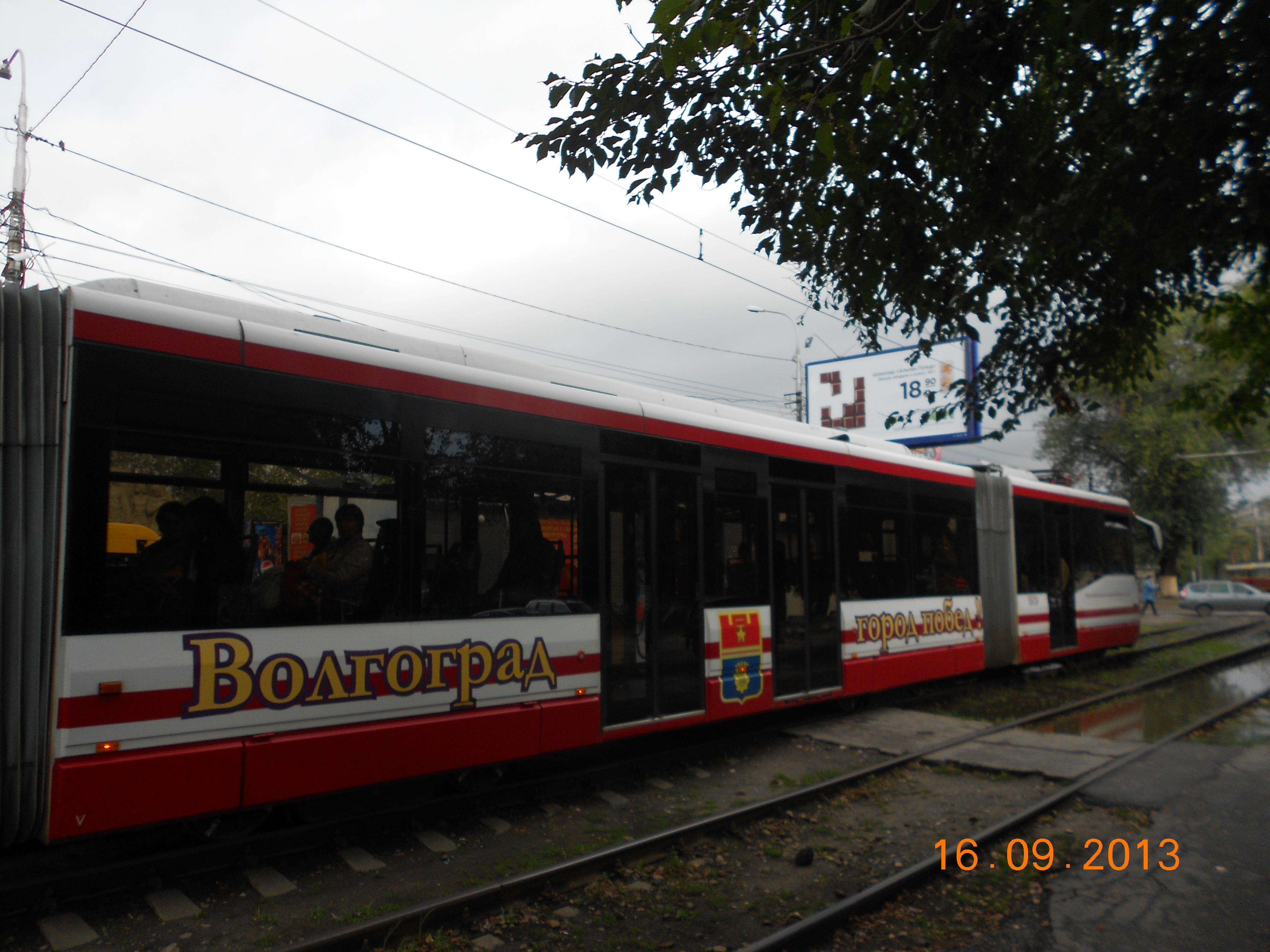
LVS-2009は中間車体の全長が長い

## 運用・車種
LVS-2009の展開にあたり、形態が異なる2種類の車両が設計された。
- 71-154 - ループ線が存在しない路線・系統でも走行可能な、前後車体に運転台を有する両運転台車両。2011年に路線の延伸が行われたヴォルゴグラード・メトロトラムへ向けて、2008年から2012年にかけて10両が製造された。契約段階は16両が作られる予定だったが、ペテルブルク路面電車機械工場自体が2013年に倒産したため全車の製造が実現する事はなかった[1][5][7][6][8][9][10]。
- 71-154M - ループ線が存在する路線・系統に適した片運転台車両。2011年に1両（71-154M-K）が試作され、ウクライナのキーウ市電に導入されたが、故障が相次いだため2017年に運用を離脱した[3][4][11]。

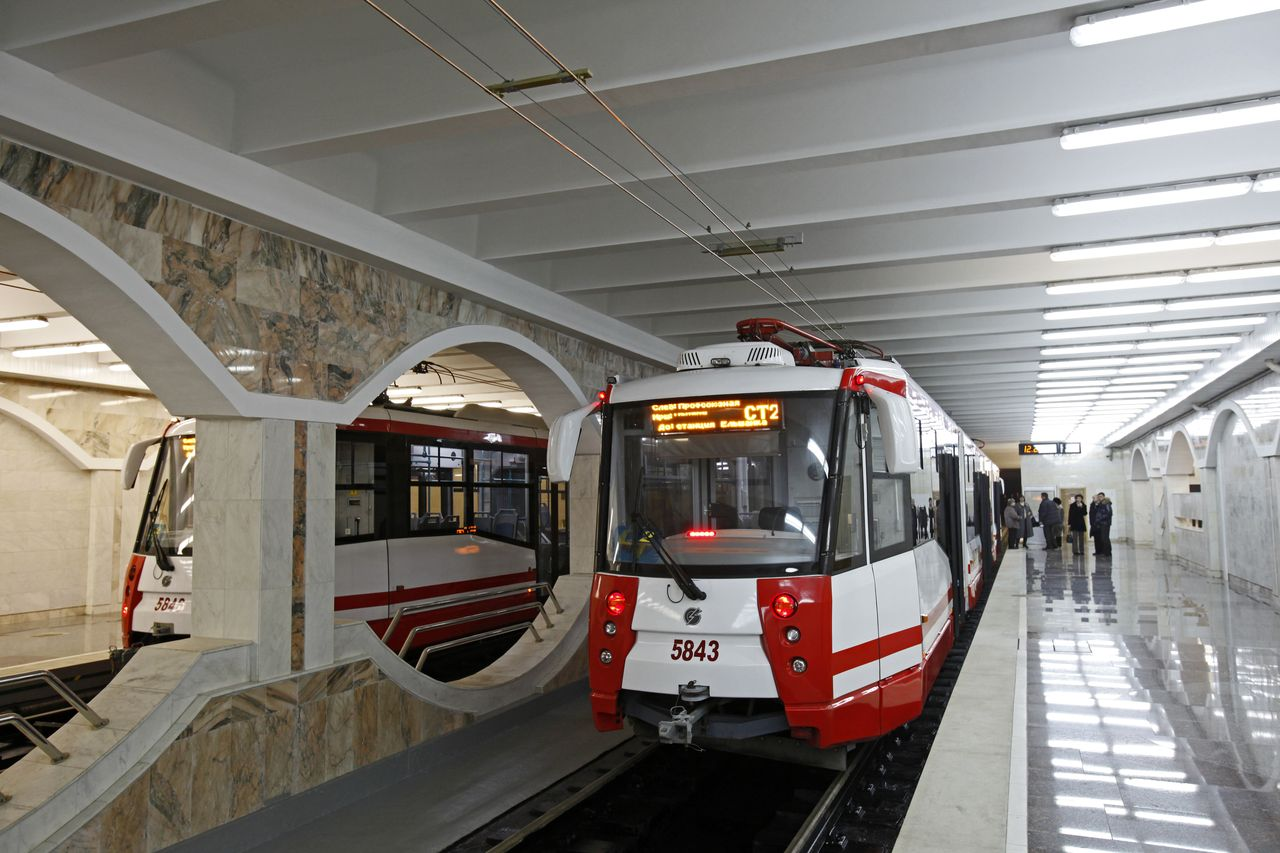
地下駅に停車する71-154（2011年撮影）
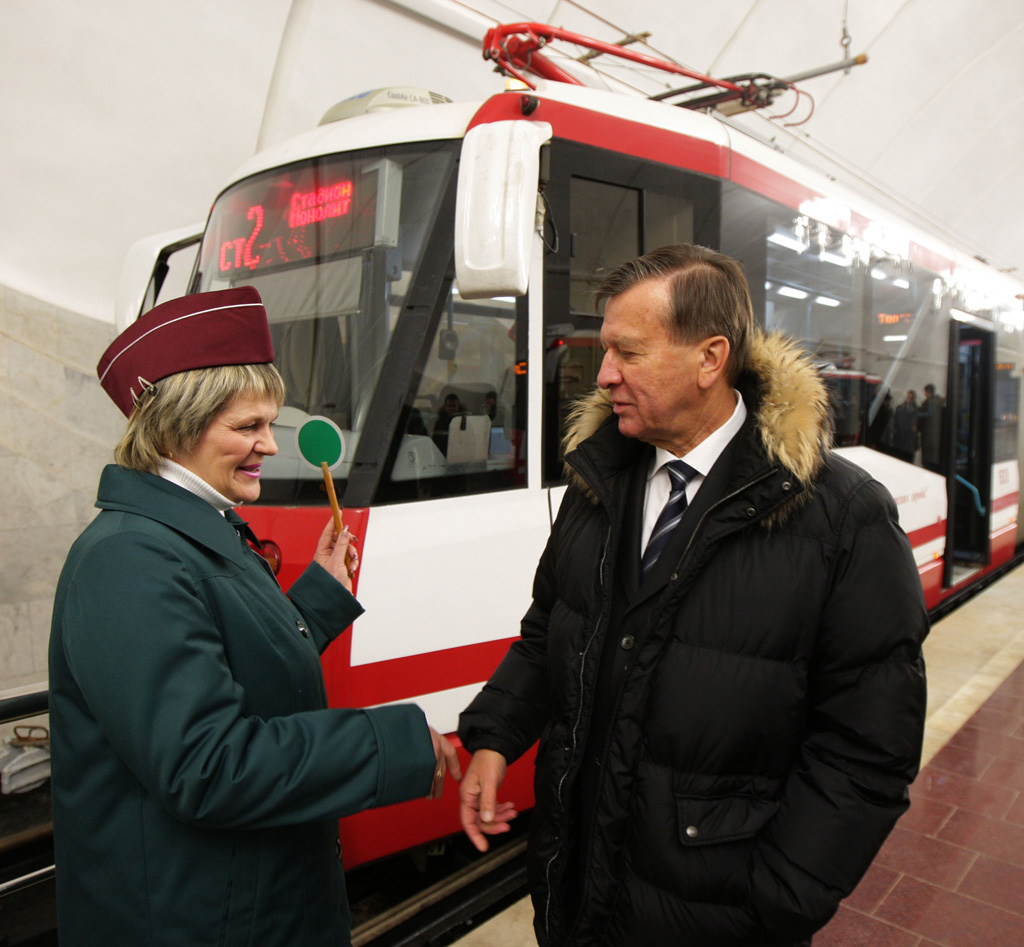
延伸開業を記念する式典と71-154（2011年撮影）

## 参考資料
- 服部重敬「定点撮影で振り返る路面電車からLRTへの道程 トラムいま・むかし 第10回 ロシア」『路面電車EX 2019 vol.14』、イカロス出版、2019年11月19日、96-105頁、ISBN 978-4802207621。